# Aggro Anti Ansage Nr. 8
Aggro Anti Ansage Nr. 8 è il sesto e ultimo sampler album dell'etichetta Aggro Berlin. Fu pubblicato nel dicembre del 2008.

## Tracce
1. 5 krasse rapper - (Sido, Kitty Kat, Fler, Tony D & B-Tight)
2. Hundert metaz - (Tony D)
3. Aggro Berlin ding - (Sido, Fler, Tony D & B-Tight)
4. Scheiss egal - (Sido, Kitty Kat, Tony D & B-Tight)
5. So ist es - (Sido & Fler)
6. Pussy - (Kitty Kat)
7. Leute reden - (Fler)
8. Blas mir ein - (Sido)
9. Anti Ansage - (Kitty Kat, B-Tight & Fler feat. Godsilla & Ozan)
10. Tony ist das - (Tony D)
11. Sexy - (A.i.d.S.)
12. Wenn sie kommen - (Fler feat. Godsilla)
13. Absturz - (B-Tight feat. Harris)
14. Fiesta - (Kitty Kat & Tony D)
15. Undissbar - (Frauenarzt)
16. Meine jungs - (Kitty Kat)
17. Silla instinkt - (Godsilla)
18. Du bist scheisse - (Sido)
19. Diese stimme - (Tony D, Kitty Kat & Fler feat. MC Basstard)
20. Egoist - (B-Tight)
21. Beweg dein Arsch - (Sido, Kitty Kat & Tony D)
22. Auf die fresse - (Sido, Kitty Kat, Fler, Tony D & B-Tight)
23. A.G.G.R.O. Outro - (Tony D)